# Glasgow Island
Glasgow Island ist eine kleine Insel in der Region Marlborough vor der Südinsel von Neuseeland.

## Geographie
Glasgow Island ist eine rund 2 Hektar große Insel in der Glasgow Bay, im Norden der Südinsel. Die bis zu 60 m hohe, rund 180 m lange und bis zu 160 m breite Insel liegt nur rund 470 m vom Festland entfernt. An ihrer Ostseite befindet sich die Cook Strait und in einem Abstand von rund 35 m in nordwestlicher Richtung erhebt sich eine bis zu 100 m lange und 45 m breite, von kleineren Felseninsel umsäumt Insel, die alle Glasgow Island noch zugerechnet werden könnten.